# زبابة طويلة المخالب
زبابة طويلة المخالب (الاسم العلمي: Sorex unguiculatus) (بالإنجليزية: Long-clawed Shrew)‏ هو نوع من الحيوانات يتبع جنس الزبابة من الفصيلة الزبابات